# Knabenschiessen

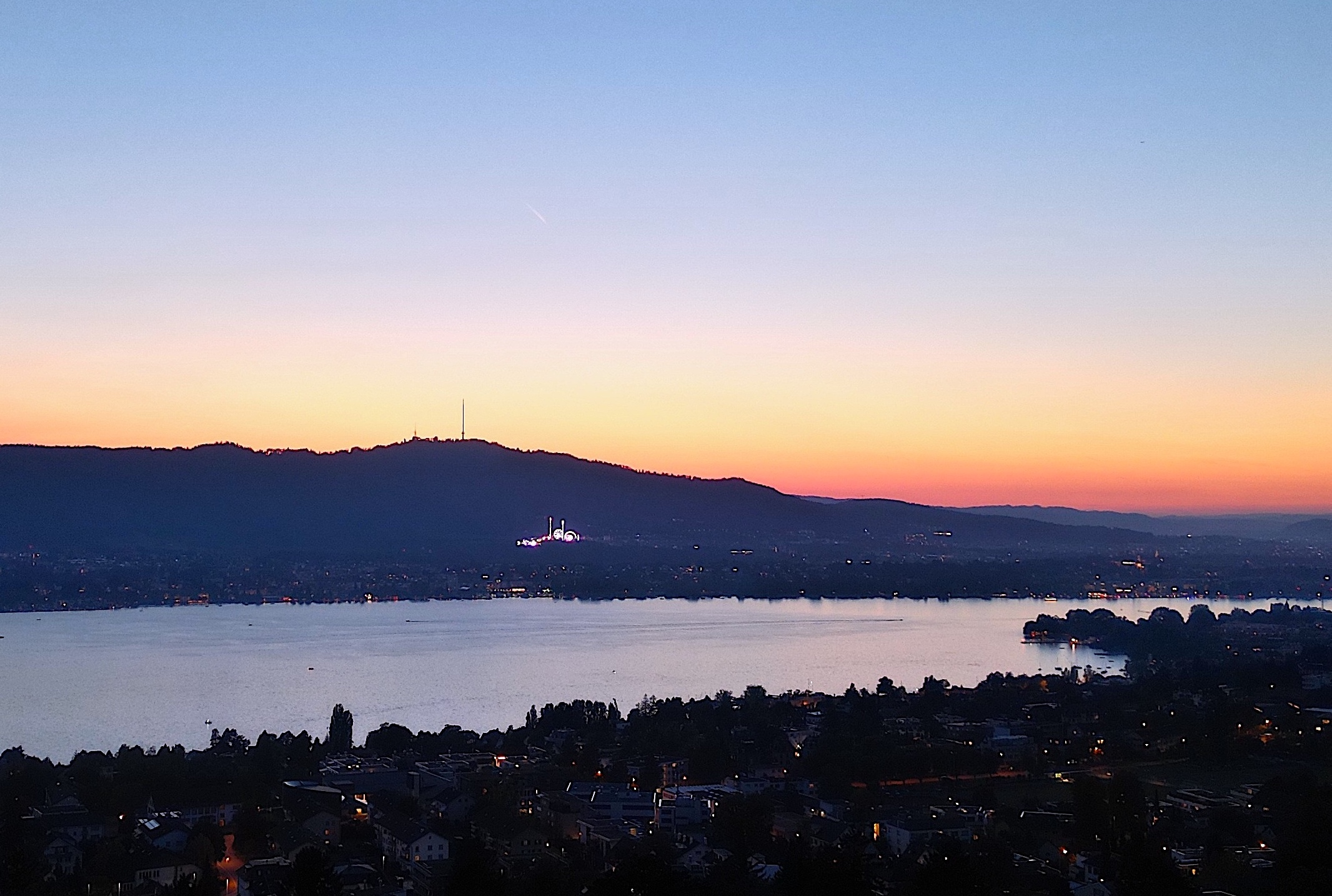
Lichter des Chilbibetriebs unterhalb des Uetlibergs

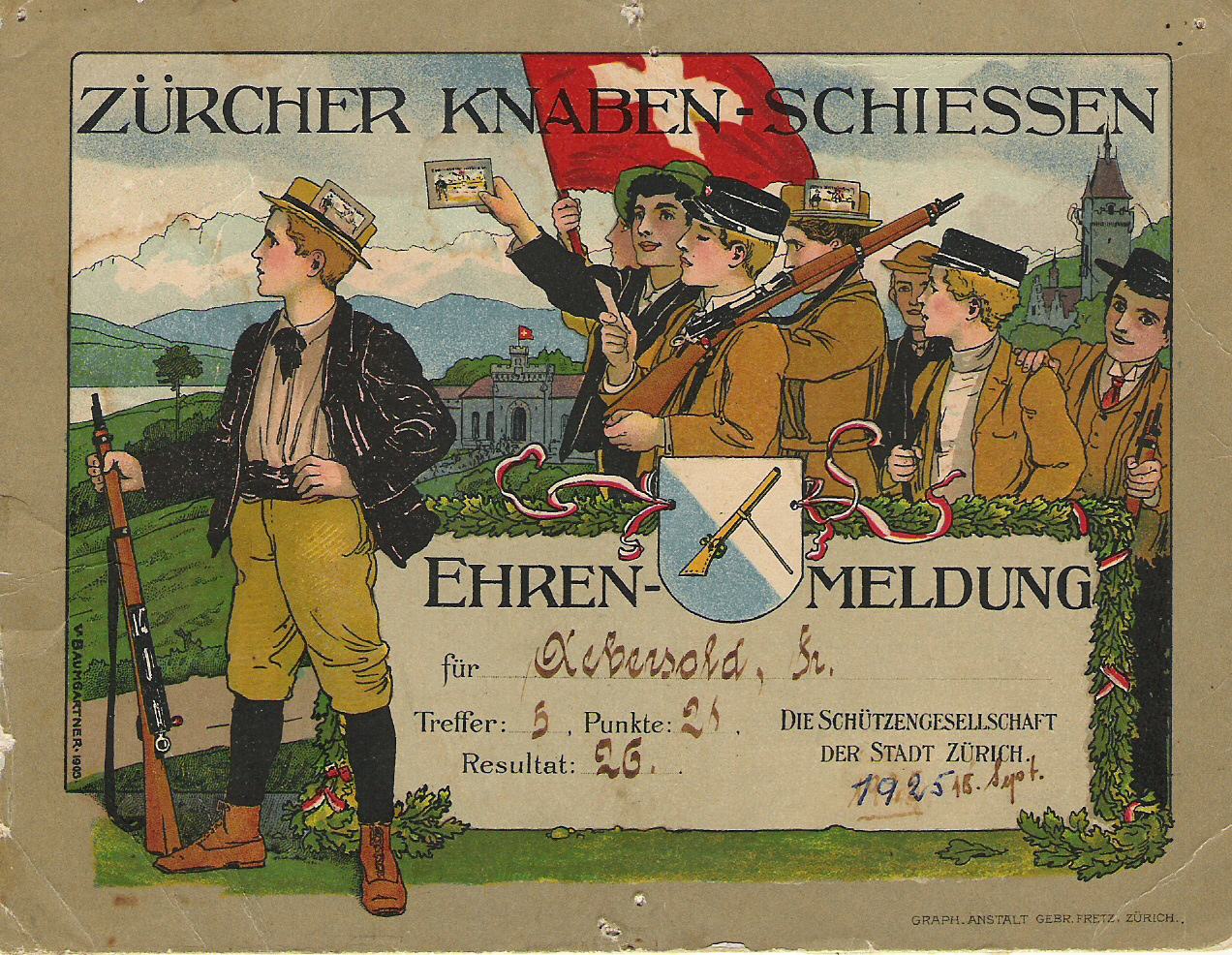
Ehrenmeldung Knabenschiessen 1925

Das Knabenschiessen ist ein Volksfest, das jährlich am zweiten Septemberwochenende bzw. am Wochenende vor dem Bettag in Zürich auf dem Schiessplatz Albisgüetli von Samstag bis Montag stattfindet.

## Geschichte
Das «Knabenschiessen», früher dialektal Chnaabeschüüsset und nicht wie heute -schüüsse genannt, geht auf die vormilitärische Waffenübung der Bürgerknaben zurück. Um bei diesen die Freude daran zu wecken, winkten den Schützen schon im 17. Jahrhundert Preise, dem Besten ein Taler mit drei silbernen Kettchen. Anschliessend zog die Jugend in zwei Kompanien abgeteilt mit Fahnen, Trommeln und Pfeifen durch die Stadt, wo ihnen Ehrentrünke dargeboten wurden.
Das Fest fand ursprünglich im Gebiet des heutigen Bahnhofs und des Platzspitzes statt, ab Mitte des 19. Jahrhunderts im stadtnahen Sihlhölzli. Nach der Eingemeindung von 1893 wurde es vorerst nicht mehr weitergeführt und erst 1899 am neuen Standort im Albisgüetli wieder aufgenommen.
Um 1899 fand das erste moderne «Knabenschiessen» statt, bei dem etwa 5000 Knaben im Alter von 13 bis 17 Jahren um den Titel als Schützenkönig konkurrierten. Seit 1991 sind auch Mädchen zugelassen (Schützenköniginnen gab es 1997, 2004, 2011, 2012, 2014, 2015 und 2019).
Der Termin des zweiten Septemberwochenendes setzt denjenigen der alten Zürichilbi fort, die am 11. September, dem Fest der Kirchenpatrone des Grossmünsters, Felix und Regula, stattgefunden hatte.
Ein mit Preisschiessen verbundenes Chnaabeschiesset gab es früher auch in Glarus und Nidwalden.

## Durchführung
Teilnahmeberechtigt sind alle Jugendlichen, die im Kanton Zürich wohnen und/oder zur Schule gehen. Das Startgeld beträgt 15 Franken und beinhaltet Munition und eine Bratwurst.
Der Schiesswettkampf findet vom Samstag bis Montag statt. Geschossen wird mit dem aktuellen Gewehr der Schweizer Armee auf einer Zweibeinstütze. Zurzeit ist es das Sturmgewehr 90. Jeder Teilnehmer hat einen Durchgang von fünf Schuss, die liegend aus 300 m Entfernung auf eine A-Scheibe mit 6er-Einteilung abgegeben werden. Dabei gibt es für jeden Scheibentreffer einen Punkt zusätzlich; maximal können 35 Punkte erreicht werden. Ab 28 Punkten gibt es einen Preis. Erreichen mehrere Schützen 34 oder 35 Punkte, wird der Schützenkönig am Montag im Ausstich ermittelt. Der Schützenkönig oder die Schützenkönigin erhält ein Preisgeld von 5000 Schweizerfranken (Stand 2017); weitere Schützen in den vorderen Rängen erhalten oft Waren vom Gabentisch.
In einer Klassenwertung werden die sechs besten Resultate teilnehmender Schulklassen zusammengezählt.
In der Stadt Zürich ist der Nachmittag des Knabenschiessen-Montags für das städtische Personal ein halber Freitag, dem sich auch viele andere Arbeitgeber anschliessen: Zahlreiche Geschäfte sind ab 13 Uhr geschlossen. Da der Stadtrat jährlich auch den Montagvormittag zum Betriebsferientag erklärt, haben beispielsweise Lehrer und Schüler den ganzen Tag schulfrei.
Das Schiessen ist seit längerer Zeit gegenüber dem Chilbi-Betrieb in den Hintergrund geraten. Seit den letzten Jahren gibt es am Montag jeweils eine Happy Hour, in der Besucher auf allen Chilbibahnen eine halbe Stunde gratis fahren dürfen.
Das Knabenschiessen lockt jährlich rund 850’000 Besucher an und ist somit das grösste Zürcher Volksfest.

## Bekannte Schützen
1832 verzeichnete das Zürcherische Wochen-Blatt den «Waisenknab» Alexander Rordorf als Gewinner.

## Schützenkönige und Königinnen seit Beginn des Knabenschiessens
| Jahr | Schützenkönig          | Wohnort          | Resultat/Ausstich |
| ---- | ---------------------- | ---------------- | ----------------- |
| 2024 | Fabio Meier            | Glattbrugg       | 34/32/33          |
| 2023 | Miro Scheiwiller       | Mönchaltorf      | 35                |
| 2022 | Nils Stolz             | Oerlikon         | 35                |
| 2019 | Neva Menzi             | Zollikon         | 35                |
| 2018 | Noah Affolter          | Wernetshausen    | 34/31             |
| 2017 | Jakob Marten           | Auslikon         | 35                |
| 2016 | Niel Geiger            | Zürich           | 34/31             |
| 2015 | Maria Grieser          | Meilen           | 35                |
| 2014 | Milena Brennwald       | Neftenbach       | 35/32             |
| 2013 | Georg Eidenbenz        | Adliswil         | 35                |
| 2012 | Leila Rykart           | Erlenbach        | 35/32             |
| 2011 | Leonie Schärer         | Uster            | 35                |
| 2010 | Robin Huber            | Guntalingen      | 35/31             |
| 2009 | Yves Miller            | Weiningen        | 35/32             |
| 2008 | Janic Mikes            | Rapperswil-Jona  | 35/34             |
| 2007 | Ramon Gmür             | Zürich           | 35/32             |
| 2006 | Yves Miller            | Weiningen        | 35                |
| 2005 | Kevin Hatzikiriakos    | Zürich           | 35/30             |
| 2004 | Fabienne Frey          | Zwillikon        | 35/34             |
| 2003 | Stefan Bachmann        | Zürich           | 35/34             |
| 2002 | Fabian Pianzola        | Dietikon         | 35/31             |
| 2001 | Serge Weydert          | Zürich           | 35/32             |
| 2000 | Andreas Amrein         | Zollikon         | 35                |
| 1999 | Daniel Kleiner         | Meilen           | 35                |
| 1998 | Stefan Gysin           | Zumikon          | 35                |
| 1997 | Rahel Goldschmid       | Zürich           | 35/32             |
| 1996 | Thomas Bosshard        | Hirzel           | 35/33             |
| 1995 | Gregor Müller          | Zürich           | 35/32             |
| 1994 | Marcel Steiner         | Zwillikon        | 35                |
| 1993 | Roman Neukom           | Rafz             | 35/29             |
| 1992 | Michael Sternecker     | Zürich           | 35                |
| 1991 | Thomas Hunziker        | Zürich           | 35                |
| 1990 | Hansjürg Spreiter      | Zürich           | 34                |
| 1989 | Philipp Stirnemann     | Zürich           | 34                |
| 1988 | Werner Schulz          | Urdorf           | 34                |
| 1987 | Andreas Hollenstein    | Kilchberg        | 34                |
| 1986 | Luca Bornatico         | Fällanden        | 34                |
| 1985 | J. Leonhardsberger     | Zürich           | 34                |
| 1984 | Christoph Häderli      | Kilchberg        | 34                |
| 1983 | Felix Wittlinger       | Zürich           | 35                |
| 1982 | Eric Langner           | Zürich           | 34                |
| 1981 | Stephan Müller         | Wettswil         | 34                |
| 1980 | Armin Schneiter        | Bassersdorf      | 35                |
| 1979 | Felix Müller           |                  | 34                |
| 1978 | Andreas Bosshard       |                  | 34                |
| 1977 | Daniel Manser          |                  | 35                |
| 1976 | Franz Kluser           |                  | 35                |
| 1975 | Felix Bumbacher        |                  | 35                |
| 1974 | Rudolf Morf            |                  | 34                |
| 1973 | Jürg Herren            |                  | 34                |
| 1972 | Andreas Fischer        |                  | 35                |
| 1971 | Peter Wyss             |                  | 35                |
| 1970 | Bruno Hegglin          |                  | 34                |
| 1969 | Walter Büchi           |                  | 34                |
| 1968 | Luigi Meier            |                  | 35                |
| 1967 | Erich Kern             |                  | 35                |
| 1966 | Kurt Schellenberg      |                  | 34                |
| 1965 | Herbert Marty          |                  | 35                |
| 1964 | Bernhard Guala         |                  | 35                |
| 1963 | Hans Schmalz           |                  | 35                |
| 1962 | Herbert Ammann         |                  | 34                |
| 1961 | Kurt Fuchs             |                  | 34                |
| 1960 | Robert Wäfler          |                  | 34                |
| 1959 | Peter Frischknecht     |                  | 34                |
| 1958 | Robert Bertschinger    |                  | 34                |
| 1957 | Mathias Pult           |                  | 33                |
| 1956 | Werner Baumann         |                  | 34                |
| 1955 | Urs Arbenz             | Zollikon         | 34                |
| 1954 | Walter Meister         |                  | 34                |
| 1953 | Walter Germann         |                  | 34                |
| 1952 | Walter Müller          |                  | 33                |
| 1951 | Heinrich Landolt       |                  | 34                |
| 1950 | Georg Corrodi          |                  | 33                |
| 1949 | Ernst Dietiker         | Zürich, Kreis 6  | 33                |
| 1948 | Werner Pagnoncini      | Zürich, Kreis 2  | 33                |
| 1947 | Leonhard Guy           | Zürich, Kreis 7  | 34                |
| 1946 | Erwin Bühler           | Zürich, Kreis 5  | 33                |
| 1945 | Emil Ammann            | Zürich, Kreis 11 | 34                |
| 1944 | Emil Ender             | ZH-Seebach       | 34                |
| 1943 | Harry Ruflin           | Zürich, Kreis 6  | 33                |
| 1942 | Livio Anwander         | Zürich, Kreis 10 | 34                |
| 1941 | Theodor Angst          | Zürich, Kreis 6  | 33                |
| 1938 | Hans Luchsinger        | Zürich, Kreis 3  | 33                |
| 1937 | Heinrich Bader         | ZH-Affoltern     | 34                |
| 1936 | Albert König           | Adliswil         | 33                |
| 1935 | Bruno Spadacini        | Zürich 8         | 34                |
| 1934 | Edvin Sommerau         | Zürich 10        | 32                |
| 1933 | Gustav Sigrist         | Zürich 1         | 33                |
| 1932 | Walter Burkhard        | Zürich 11        | 32                |
| 1931 | Oskar Schmid           | Zürich 6         | 33                |
| 1930 | Pierre Diserens        | Kreis 7          | 33                |
| 1929 | Wilfried Moser         | Zürich 2         | 32                |
| 1928 | Heinrich Brandenberger | Zürich 2         | 32                |
| 1927 | Max Jenny              | Zürich 8         | 32                |
| 1926 | Otto Horber            | Zürich 3         | 32                |
| 1925 | Willy Brunner          | Zürich 2         | 33                |
| 1924 | Otto Horber            | Zürich 6         | 34                |
| 1923 | Oskar Wondrak          | Zürich 3         | 31                |
| 1922 | Josef Auer             |                  | 32                |
| 1921 | Oskar Weber            |                  | 32                |
| 1910 | Emil Landolt           | Enge             | 35                |
| 1899 | Gustav Bauer           | Hottingen        |                   |
| 1756 | Heinrich Meister       |                  |                   |
| 1750 | Rudolf Pestalutz       |                  |                   |